# Dauh Puri (Denpasar Barat)
Dauh Puri is een bestuurslaag in het regentschap Denpasar van de provincie Bali, Indonesië. Dauh Puri telt 9067 inwoners (volkstelling 2010).